# Rue Charles Morren
La rue Charles Morren est une artère du centre de la ville de Liège (Belgique) située à proximité du jardin botanique.

## Odonymie
La rue rend hommage à Charles  Morren, naturaliste belge, né le 3 mars 1807 à Gand et mort le 17 décembre 1858 à Liège.

## Description
Cette artère mesurant environ 165 m a subi d'importantes modifications dans les années 1970 à la suite de la création de la rampe d'accès à l'autoroute A602 qui a eu pour effet de modifier son tracé qui rejoignait initialement la rue Édouard Wacken. La douzaine d'immeubles de la rue se trouve dans la partie nord jouxtant le jardin botanique.

## Situation
La rue se raccorde à l'angle sud du jardin botanique où aboutissent la rue des Anges, la rue Nysten et la rue de Sluse. Elle imprime deux virages à droite, longe la rampe d'accès à l'autoroute A602 avant de rejoindre la rue de Sluse.

## Architecture
Un immeuble réalisé à la fin du XIXe siècle dans le style néo-classique se situe du no 5. La façade haute de trois niveaux (deux étages) et large de trois travées est bâtie en pierres calcaires placées en lignes de refend au rez-de-chaussée et en briques aux étages. Au premier étage, les baies sont surmontées de frontons à tympans moulurés.

## Fresque
Sur le pignon de l'immeuble situé au no 13, une grande fresque représentant le jazzman Chet Baker a été réalisée en 2012 par Jérémy Goffart,. Chet Baker connaissait bien Liège. Il y résida en 1964 chez son ami le saxophoniste Jacques Pelzer. Ils s'étaient rencontrés au festival jazz de Comblain-la-Tour en 1959.

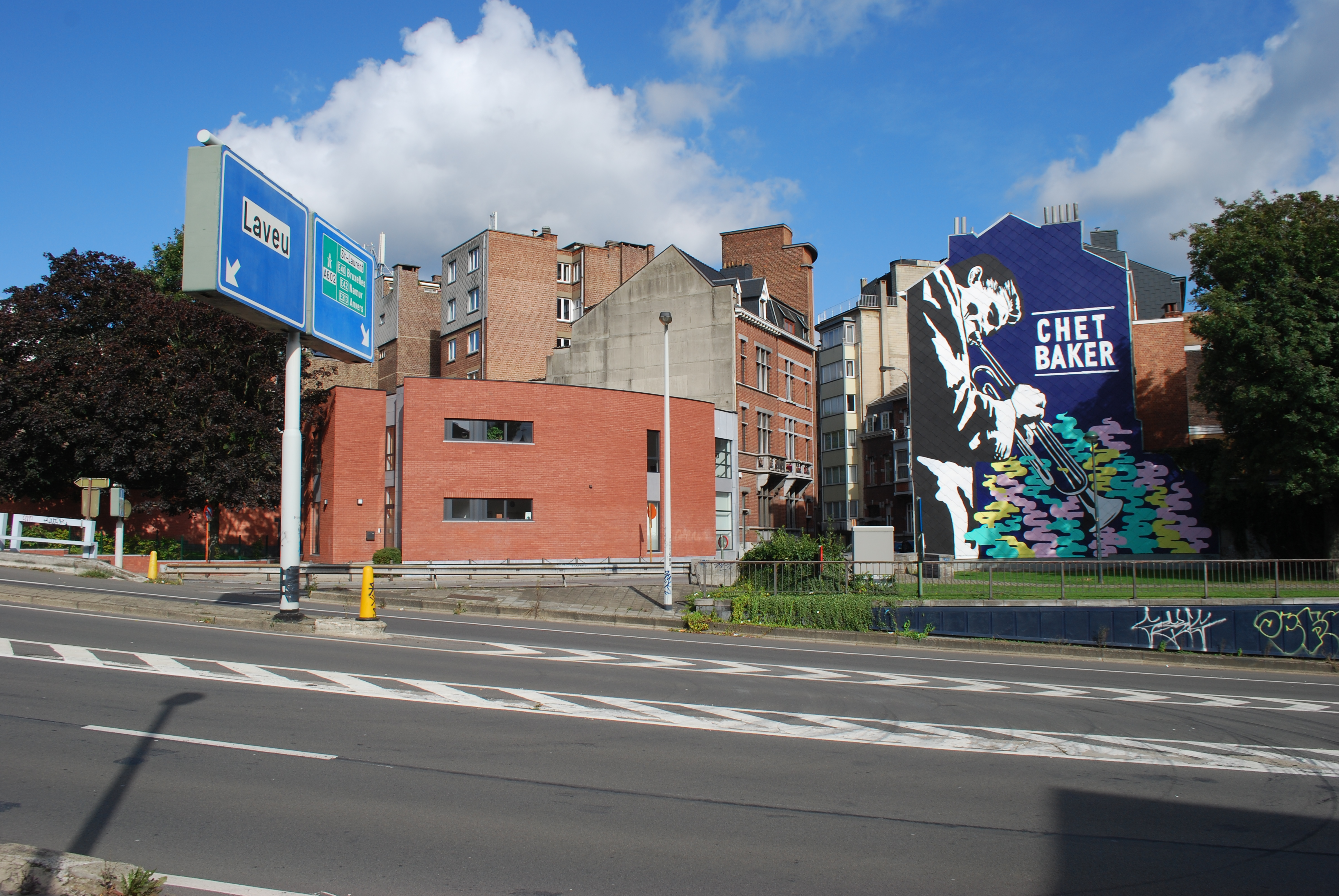
La fresque de Chet Baker

## Voies adjacentes
- Rue Nysten
- Rue des Anges
- Rue de Sluse

### Source et bibliographie
- Yannik Delairesse et Michel Elsdorf, Le nouveau livre des rues de Liège, Liège, Noir Dessin Production, 2008, 512 p. (ISBN 978-2-87351-143-2 et 2-87351-143-5, présentation en ligne), page 330